# Nicolas Battestini
 (août 2023).
Nicolas Battestini, né le 21 août 1893 à Calvi, et mort le 11 mars 1982 à Clichy-la-Garenne, est un magistrat et haut fonctionnaire français.
Après avoir servi en administration centrale, et siégé comme conseiller à la cour d'appel de Paris, il est nommé successivement directeur des affaires criminelles et des grâces, conseiller, président de chambre, puis enfin premier président de la Cour de cassation.
À ce poste sommital de la magistrature, qu'il occupe de 1955 à 1963, il assure la présidence de la commission nationale chargée d'opérer le recensement général des votes et de proclamer le résultat du référendum constitutionnel de 1958. C'est aussi l'un des trois membres de la Commission provisoire constitutionnelle (organe précurseur du Conseil constitutionnel).
Son rôle actif dans le changement de République ou la réforme de la magistrature apparaît d'ailleurs dans les mémoires de Charles de Gaulle et de Michel Debré.

## Biographie

### Jeunesse et études
Nicolas Battestini naît le 21 août 1893 à Calvi (Corse). Il est le fils de Vincent François Battestini, greffier au tribunal de Calvi, et de son épouse Nunzia Franceschini.
Licencié en droit, il devient avocat à Bastia en 1913, peu avant sa mobilisation comme canonnier au 2e régiment d'artillerie de montagne, avec lequel il rejoint le corps expéditionnaire d'Orient, et combat aux Dardanelles, y étant grièvement blessé le 16 mai 1915. Cette blessure lui vaut d'être réformé, cité à l'ordre de l'Armée, puis médaillé militaire peu après la guerre.
Son retour à la vie civile, dès 1916, coïncide avec sa réorientation professionnelle : désormais attaché au parquet de Bastia (non loin de son père, devenu entre-temps greffier en chef du tribunal de première instance de cette ville), il fréquente en auditeur libre l'École pratique des hautes études, et prépare le concours de rédacteur au ministère de la Justice, intégrant ainsi l'administration centrale en 1918.

### Carrière
Ses promotions ou nominations s'enchaînent alors à un rythme soutenu : rédacteur principal (1921), sous-chef de bureau (1925), chef de bureau (1930), sous-directeur des affaires criminelles et des grâces (1931), conseiller à la cour d'appel de Paris (1936), directeur des affaires criminelles et des grâces (1938), conseiller à la Cour de cassation (1940), président de la chambre criminelle de la Cour de cassation ainsi que président de la commission d'instruction près la Haute Cour de justice (1947), et enfin premier président de la Cour de cassation (1955).
À la tête de cette haute juridiction, en dépit des réticences d'une bonne partie de son propre corps, il soutient Michel Debré dans son projet de professionnalisation de la formation des magistrats, aboutissant à l'adoption du texte fondateur de l'ordonnance du 22 décembre 1958 portant loi organique sur le statut de la magistrature et créant le Centre national d'études judiciaires, devenu ensuite l'École nationale de la magistrature.
Interlocuteur privilégié d'une quarantaine de ministres de la Justice successifs,, il fait en outre partie de quatre cabinets ministériels, généralement radicaux, sous la IIIe République, le Gouvernement provisoire de la République française et la IVe République :
- en 1920-1921, comme chef du secrétariat particulier du ministre de la Marine Adolphe Landry (par ailleurs député de la Corse et maire de Calvi)[24] ;
- en 1938, en qualité de conseiller technique du Garde des sceaux César Campinchi (lui aussi député de la Corse et gendre de Landry)[25] ;
- en 1944, dans les mêmes fonctions et d'abord dans la clandestinité, aux côtés de l'avocat et résistant Marcel Willard, secrétaire général à titre provisoire du ministère de la Justice[26] ;
- puis en 1947-1948, de nouveau en tant que conseiller technique, mais cette fois auprès du ministre André Marie[27].

Marié, sans enfant, il meurt le 11 mars 1982 à Clichy-la-Garenne (Hauts-de-Seine).

### Affaire judiciaro-littéraire
En 1949, alors qu'il préside la chambre criminelle de la Cour de cassation, son nom reste associé à une affaire aussi peu banale que symbolique : le procès en révision de la condamnation infligée à Charles Baudelaire, en 1857, pour outrage aux bonnes mœurs, après la publication de son recueil Les Fleurs du mal. Introduit par la Société des gens de lettres, ce recours permet de réhabiliter le poète à titre posthume,.

### Décorations
- Grand officier de la Légion d'honneur en 1957[31]
  -  Commandeur de la Légion d'honneur en 1949[32]
  -  Officier de la Légion d'honneur en 1939[33]
  -  Chevalier de la Légion d'honneur en 1930[34]
- Médaille militaire en 1925[35]
- Grand-croix de l'ordre national du Mérite en 1972[36]
- Croix de guerre 1914–1918, palme de bronze en 1916, avec la citation à l’ordre de l’Armée suivante : « Très bon canonnier, a toujours donné l'exemple de la discipline et du mépris du danger. Atteint à son poste de combat, dans sa batterie, soumise à un violent feu d'infanterie, le 16 mai 191[5], d'une grave blessure qui a provoqué une lésion incurable[37]. »
- Chevalier de l'ordre du Mérite agricole en 1928[38]
- Commandeur de l'ordre du Mérite civil en 1961[39]
- Croix du combattant en 1930
- Médaille interalliée de la Victoire en 1922
- Médaille commémorative de la guerre 1914–1918 en 1920
- Médaille commémorative des Dardanelles en 1926
- Médaille de l'éducation surveillée en 1948
- Insigne des blessés militaires en 1916